# 华盛顿 (爱荷华州)
华盛顿（英語：Washington）是美国艾奥瓦州华盛顿县的城市，是华盛顿县的县城。它是艾奥瓦城大都会统计区的一部分。 2010年人口普查时人口为7,266人。

## 历史
华盛顿成立于1839年，是新成立的华盛顿县的县城。 截至2014年，该城已经庆祝其成立175周年，距爱荷华州最古老的城市迪比克仅5年。